# Gardner Williams
Gardner Boyd Williams (ur. 16 kwietnia 1877 w Jamaica Plain, zm. 14 grudnia 1933 w Marblehead)  – amerykański pływak, uczestnik Letnich Igrzysk Olimpijskich 1896.
Gardner Williams urodził się w miejscowości Jamaica Plain. Jego ojciec Jeremiah Williams był założycielem firmy Jeremiah Williams & Co, która specjalizowała się w przemyśle wełnianym. Później, był również prezesem Boston Wool Trade Association. Gardner również działał na rzecz firmy. Podróżował on po krajach Bliskiego Wschodu i krajach Europy; prawdopodobnie dzięki temu wystąpił na igrzyskach w Atenach.
Podczas igrzysk startował w dwóch konkurencjach: w wyścigu na 100 metrów stylem dowolnym i na 1200 metrów stylem dowolnym. Jego wyniki są nieznane; wiadomo jednak, że nie zdobył olimpijskiego medalu.
Zmarł 14 grudnia 1933 roku w Marblehead w wieku 56 lat.